# Flachbandspannung

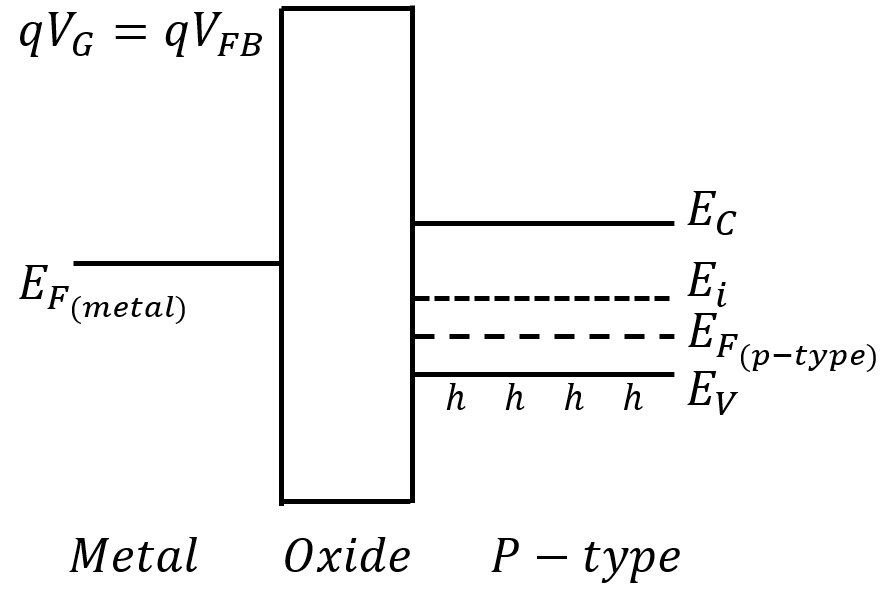
Schematische Darstellung des Flachbandfalls im Banddiagramm einer MOS-Struktur.

Die Flachbandspannung (auch Flachbandpotential, VFB, im deutschen meist UFB) bezeichnet in der Halbleiterphysik das Potenzial in einer Metall-Isolator-Halbleiter-Struktur, bei dem es keine Verarmungsschicht an der Grenzfläche zwischen einem Halbleiter und dem Nichtleiter gibt. Bei diesem sogenannten Flachbandfall kompensiert die von außen angelegte Spannung (VG) die natürliche Verbiegung der Bänder aufgrund von unterschiedlichen Fermi-Niveaus des Halbleiters (EF(p-type)) und Leiters (EF(metal)) auf der anderen Seite des Nichtleiters. Der Leiter kann hierbei ein Metall, ein anders dotierter Halbleiter oder ein Elektrolyt sein, vgl. ionensensitiver Feldeffekttransistor.
Ähnliche Verhältnisse treten auch in einem p-n-Übergang oder bei direktem Kontakt eines Halbleiters mit einem Elektrolyten auf. Im letzteren Fall ergibt sich dies aus der Bedingung, dass das Redox-Fermi-Niveau des Elektrolyten gleich dem Fermi-Niveau des Halbleiters sein muss und somit jede Bandverbiegung des Leitungs- und Valenzbandes verhindert.

## Physikalische Hintergründe
In Halbleitern befinden sich die Valenzelektronen in Energiebändern. Gemäß des Bändermodels befinden sich die Elektronen entweder im Valenzband (niedrigere Energie) oder im Leitungsband (höhere Energie), die durch eine Bandlücke getrennt sind. Im Allgemeinen besetzen die Elektronen verschiedene Energieniveaus entsprechend der Fermi-Dirac-Verteilung; bei Energieniveaus, die höher als die Fermi-Energie EF sind, ist die Besetzung minimal. Elektronen in niedrigeren Niveaus können durch thermische oder photoelektrische Anregungen in höhere Niveaus angeregt werden, wobei in dem Band, das sie verlassen haben, ein positiv geladenes Loch zurückbleibt. Aufgrund der Erhaltung der Nettoladung muss die Konzentration von Elektronen (n) und Protonen oder Löchern (p) in einem (reinen) Halbleiter immer gleich sein. Halbleiter können dotiert werden, um diese Konzentrationen zu erhöhen: n-Dotierung erhöht die Konzentration der Elektronen, p-Dotierung die Konzentration der Löcher. Dies wirkt sich auch auf die Fermi-Energie der Elektronen aus: n-Dotierung bedeutet eine höhere Fermi-Energie, während p-Dotierung eine niedrigere Energie bedeutet. An der Grenzfläche zwischen einem n-dotierten und einem p-dotierten Bereich in einem Halbleiter kommt es zu einer Bandverbiegung.
Aufgrund der unterschiedlichen Ladungsverteilung in den beiden Bereichen wird ein elektrisches Feld induziert, wodurch an der Grenzfläche ein so genannter Verarmungsbereich entsteht. Ähnliche Grenzflächen treten auch an Übergängen zwischen (dotierten) Halbleitern und anderen Materialien, wie Metallen/Elektrolyten, auf. Eine Möglichkeit, dieser Bandverbiegung entgegenzuwirken, besteht darin, ein Potenzial an das System anzulegen. Dieses Potenzial ist die Flachbandspannung und ist definiert als das angelegte Potenzial, bei dem die Leitungs- und Valenzbänder im Halbleiter keine Verbiegung aufweisen.

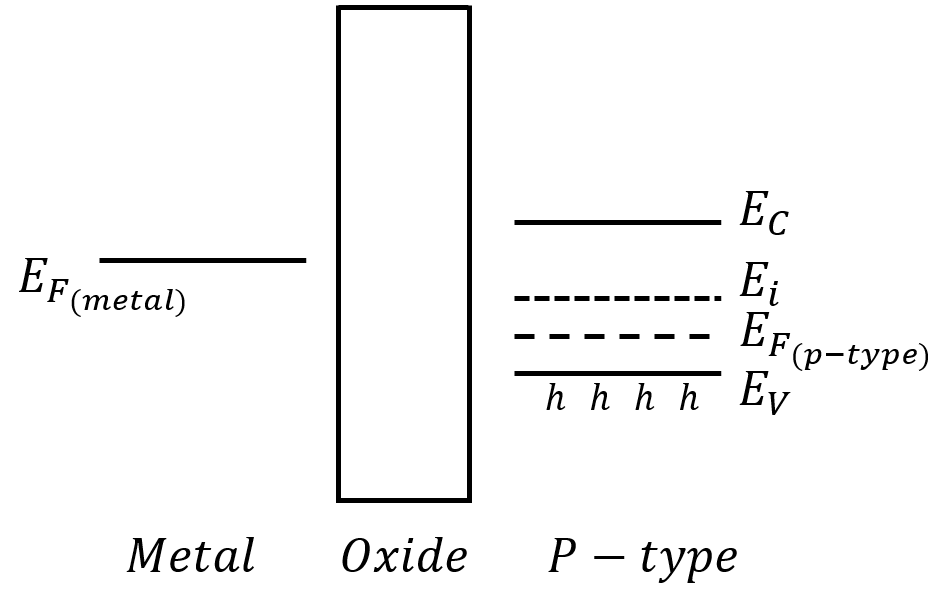
Energiebänder eines Metalls, Nichtleiters und Halbleiters ohne Kontakt.
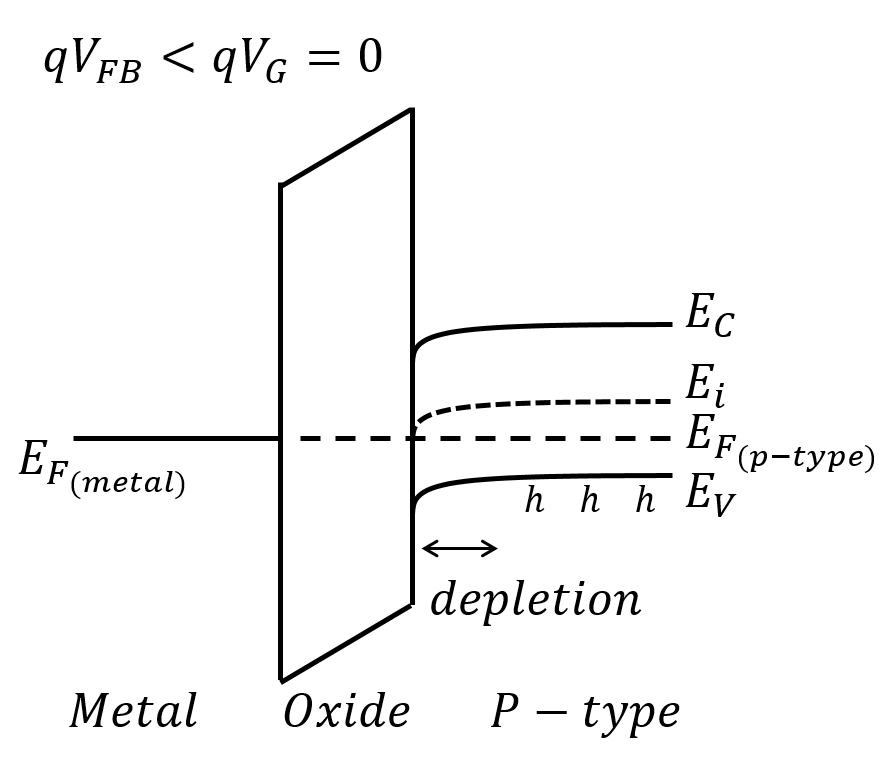
Banddiagramm eines Metall-Nichtleiter-Halbleiter-Kontakts im thermischen Gleichgewicht.
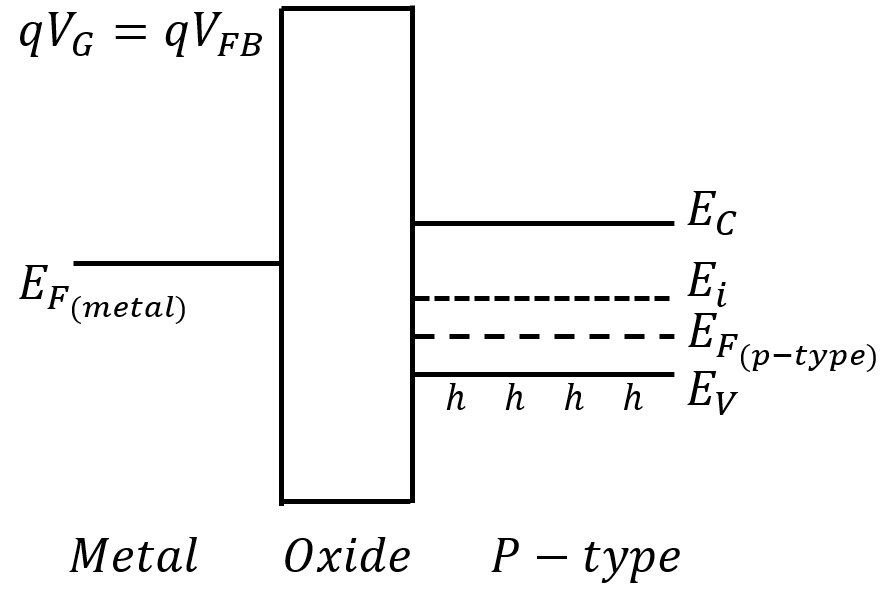
Banddiagramm eines Metall-Nichtleiter-Halbleiter-Kontakts in Flachbandfall mit der Flachbandspannung VFB.

## Anwendung
Eine Anwendung der Flachbandspannung findet sich bei der Bestimmung der Breite der Raumladungszone in einem Halbleiter-Elektrolyt-Übergang. Außerdem wird es in der Mott-Schottky-Gleichung zur Bestimmung der elektrischen Kapazität des Halbleiter-Elektrolyt-Übergangs verwendet und spielt eine Rolle für den Photostrom einer photoelektrochemischen Zelle. Der Wert der Flachbandspannung hängt von vielen Faktoren ab, wie dem Material, dem pH-Wert und der Kristallstruktur des Materials.